# Pat Bonner
Patrick Joseph Bonner, detto Pat e Packie (Burtonport, 24 maggio 1960) è un ex calciatore irlandese, di ruolo portiere.
Ha trascorso quasi totalmente la sua carriera professionistica nel Celtic collezionando un totale di 642 presenze. Nella nazionale irlandese ha collezionato 81 presenze.

## Biografia
Anche suo figlio Andrew è diventato un calciatore.
È raffigurato nella copertina di FIFA 94 assieme a David Platt.

## Carriera

### Club
Nel 1978, Jock Stein, allora manager del Celtic, lo notò nella FA Youth Cup con la maglia del Leicester City e, il 14 maggio 1978 lo portò nelle file del Celtic.
Durante la permanenza al Celtic vinse cinque campionati, quattro Scottish Cup e una League Cup.
Giocò la sua ultima partita nella finale di Scottish Cup vinta nel 1995 contro l'Airdrieonians sotto la guida di Tommy Burns.
Concluse la carriera nel Kilmarnock e nel Reading senza però scendere in campo.

### Nazionale
Ha parato un rigore a Daniel Timofte che valse all'Irlanda una storica qualificazione, la prima, ai quarti di finale nel campionato del mondo 1990.

## Dopo il ritiro
Il 2 febbraio 2003 è stato nominato direttore tecnico della Federazione irlandese di calcio, la FAI.
Precedentemente aveva anche ricoperto i ruoli di preparatore portieri e di presentatore di programmi calcistici per TV3 Ireland.

## Statistiche

### Cronologia presenze e reti in nazionale
| Cronologia completa delle presenze e delle reti in nazionale ― Irlanda | Cronologia completa delle presenze e delle reti in nazionale ― Irlanda | Cronologia completa delle presenze e delle reti in nazionale ― Irlanda | Cronologia completa delle presenze e delle reti in nazionale ― Irlanda | Cronologia completa delle presenze e delle reti in nazionale ― Irlanda | Cronologia completa delle presenze e delle reti in nazionale ― Irlanda | Cronologia completa delle presenze e delle reti in nazionale ― Irlanda | Cronologia completa delle presenze e delle reti in nazionale ― Irlanda |
| Data                                                                   | Città                                                                  | In casa                                                                | Risultato                                                              | Ospiti                                                                 | Competizione                                                           | Reti                                                                   | Note                                                                   |
| ---------------------------------------------------------------------- | ---------------------------------------------------------------------- | ---------------------------------------------------------------------- | ---------------------------------------------------------------------- | ---------------------------------------------------------------------- | ---------------------------------------------------------------------- | ---------------------------------------------------------------------- | ---------------------------------------------------------------------- |
| 24-5-1981                                                              | Bydgoszcz                                                              | Polonia                                                                | 3 – 0                                                                  | Irlanda                                                                | Amichevole                                                             | -3                                                                     |                                                                        |
| 28-4-1982                                                              | Algeri                                                                 | Algeria                                                                | 2 – 0                                                                  | Irlanda                                                                | Amichevole                                                             | -2                                                                     |                                                                        |
| 16-11-1983                                                             | Dublino                                                                | Irlanda                                                                | 8 – 0                                                                  | Malta                                                                  | Qual. Euro 1984                                                        | -                                                                      |                                                                        |
| 4-4-1984                                                               | Tel Aviv                                                               | Israele                                                                | 3 – 0                                                                  | Irlanda                                                                | Amichevole                                                             | -3                                                                     |                                                                        |
| 3-6-1984                                                               | Sapporo                                                                | Cina                                                                   | 0 – 1                                                                  | Irlanda                                                                | Amichevole                                                             | -                                                                      |                                                                        |
| 5-2-1985                                                               | Dublino                                                                | Irlanda                                                                | 1 – 2                                                                  | Italia                                                                 | Amichevole                                                             | -2                                                                     |                                                                        |
| 27-2-1985                                                              | Tel Aviv                                                               | Israele                                                                | 0 – 0                                                                  | Irlanda                                                                | Amichevole                                                             | -                                                                      |                                                                        |
| 26-3-1985                                                              | Londra                                                                 | Inghilterra                                                            | 2 – 1                                                                  | Irlanda                                                                | Amichevole                                                             | -2                                                                     |                                                                        |
| 1-5-1985                                                               | Dublino                                                                | Irlanda                                                                | 0 – 0                                                                  | Norvegia                                                               | Qual. Mondiali 1986                                                    | -                                                                      |                                                                        |
| 23-4-1986                                                              | Dublino                                                                | Irlanda                                                                | 1 – 1                                                                  | Uruguay                                                                | Amichevole                                                             | -1                                                                     |                                                                        |
| 25-5-1986                                                              | Reykjavík                                                              | Islanda                                                                | 1 – 2                                                                  | Irlanda                                                                | Amichevole                                                             | -1                                                                     |                                                                        |
| 10-9-1986                                                              | Bruxelles                                                              | Belgio                                                                 | 2 – 2                                                                  | Irlanda                                                                | Qual. Euro 1988                                                        | -2                                                                     |                                                                        |
| 15-10-1986                                                             | Dublino                                                                | Irlanda                                                                | 0 – 0                                                                  | Scozia                                                                 | Qual. Euro 1988                                                        | -                                                                      |                                                                        |
| 12-11-1986                                                             | Varsavia                                                               | Polonia                                                                | 1 – 0                                                                  | Irlanda                                                                | Amichevole                                                             | -1                                                                     |                                                                        |
| 18-2-1987                                                              | Glasgow                                                                | Scozia                                                                 | 0 – 1                                                                  | Irlanda                                                                | Qual. Euro 1988                                                        | -                                                                      |                                                                        |
| 1-4-1987                                                               | Sofia                                                                  | Bulgaria                                                               | 2 – 1                                                                  | Irlanda                                                                | Qual. Euro 1988                                                        | -2                                                                     |                                                                        |
| 29-4-1987                                                              | Dublino                                                                | Irlanda                                                                | 0 – 0                                                                  | Belgio                                                                 | Qual. Euro 1988                                                        | -                                                                      |                                                                        |
| 23-5-1987                                                              | Dublino                                                                | Irlanda                                                                | 1 – 0                                                                  | Brasile                                                                | Qual. Euro 1988                                                        | -                                                                      |                                                                        |
| 28-5-1987                                                              | Lussemburgo                                                            | Lussemburgo                                                            | 0 – 2                                                                  | Irlanda                                                                | Qual. Euro 1988                                                        | -                                                                      |                                                                        |
| 14-10-1987                                                             | Dublino                                                                | Irlanda                                                                | 2 – 0                                                                  | Bulgaria                                                               | Qual. Euro 1988                                                        | -                                                                      |                                                                        |
| 22-3-1988                                                              | Dublino                                                                | Irlanda                                                                | 2 – 0                                                                  | Romania                                                                | Amichevole                                                             | -                                                                      |                                                                        |
| 27-4-1988                                                              | Dublino                                                                | Irlanda                                                                | 2 – 0                                                                  | Jugoslavia                                                             | Amichevole                                                             | -                                                                      |                                                                        |
| 1-6-1988                                                               | Oslo                                                                   | Norvegia                                                               | 0 – 0                                                                  | Irlanda                                                                | Amichevole                                                             | -                                                                      |                                                                        |
| 12-6-1988                                                              | Stoccarda                                                              | Irlanda                                                                | 1 – 0                                                                  | Inghilterra                                                            | Euro 1988 - 1º turno                                                   | -                                                                      |                                                                        |
| 15-6-1988                                                              | Hannover                                                               | Irlanda                                                                | 1 – 1                                                                  | Unione Sovietica                                                       | Euro 1988 - 1º turno                                                   | -1                                                                     |                                                                        |
| 18-6-1988                                                              | Gelsenkirchen                                                          | Irlanda                                                                | 0 – 1                                                                  | Paesi Bassi                                                            | Euro 1988 - 1º turno                                                   | -1                                                                     |                                                                        |
| 16-11-1988                                                             | Siviglia                                                               | Spagna                                                                 | 2 – 0                                                                  | Irlanda                                                                | Qual. Mondiali 1990                                                    | -2                                                                     |                                                                        |
| 7-2-1989                                                               | Dublino                                                                | Irlanda                                                                | 0 – 0                                                                  | Francia                                                                | Amichevole                                                             | -                                                                      |                                                                        |
| 8-3-1989                                                               | Budapest                                                               | Ungheria                                                               | 0 – 0                                                                  | Irlanda                                                                | Qual. Mondiali 1990                                                    | -                                                                      |                                                                        |
| 26-4-1989                                                              | Dublino                                                                | Irlanda                                                                | 1 – 0                                                                  | Spagna                                                                 | Qual. Mondiali 1990                                                    | -                                                                      |                                                                        |
| 28-5-1989                                                              | Dublino                                                                | Irlanda                                                                | 2 – 0                                                                  | Malta                                                                  | Qual. Mondiali 1990                                                    | -                                                                      |                                                                        |
| 4-6-1989                                                               | Dublino                                                                | Irlanda                                                                | 2 – 0                                                                  | Ungheria                                                               | Qual. Mondiali 1990                                                    | -                                                                      |                                                                        |
| 6-9-1989                                                               | Dublino                                                                | Irlanda                                                                | 1 – 1                                                                  | Germania Ovest                                                         | Amichevole                                                             | -1                                                                     |                                                                        |
| 11-10-1989                                                             | Dublino                                                                | Irlanda                                                                | 3 – 0                                                                  | Irlanda del Nord                                                       | Qual. Mondiali 1990                                                    | -                                                                      |                                                                        |
| 15-11-1989                                                             | Ta' Qali                                                               | Malta                                                                  | 0 – 2                                                                  | Irlanda                                                                | Qual. Mondiali 1990                                                    | -                                                                      |                                                                        |
| 28-3-1990                                                              | Dublino                                                                | Irlanda                                                                | 1 – 0                                                                  | Galles                                                                 | Amichevole                                                             | -                                                                      |                                                                        |
| 16-5-1990                                                              | Dublino                                                                | Irlanda                                                                | 1 – 1                                                                  | Finlandia                                                              | Amichevole                                                             | -1                                                                     |                                                                        |
| 27-5-1990                                                              | Smirne                                                                 | Turchia                                                                | 0 – 0                                                                  | Irlanda                                                                | Amichevole                                                             | -                                                                      |                                                                        |
| 11-6-1990                                                              | Cagliari                                                               | Inghilterra                                                            | 1 – 1                                                                  | Irlanda                                                                | Mondiali 1990 - 1º turno                                               | -1                                                                     |                                                                        |
| 17-6-1990                                                              | Palermo                                                                | Egitto                                                                 | 0 – 0                                                                  | Irlanda                                                                | Mondiali 1990 - 1º turno                                               | -                                                                      |                                                                        |
| 21-6-1990                                                              | Palermo                                                                | Irlanda                                                                | 1 – 1                                                                  | Paesi Bassi                                                            | Mondiali 1990 - 1º turno                                               | -1                                                                     |                                                                        |
| 25-6-1990                                                              | Genova                                                                 | Irlanda                                                                | 0 – 0 dts (5 – 4 dtr)                                                  | Romania                                                                | Mondiali 1990 - Ottavi di finale                                       | -                                                                      |                                                                        |
| 30-6-1990                                                              | Roma                                                                   | Italia                                                                 | 1 – 0                                                                  | Irlanda                                                                | Mondiali 1990 - Quarti di finale                                       | -1                                                                     |                                                                        |
| 12-9-1990                                                              | Dublino                                                                | Irlanda                                                                | 1 – 0                                                                  | Marocco                                                                | Amichevole                                                             | -                                                                      |                                                                        |
| 17-10-1990                                                             | Dublino                                                                | Irlanda                                                                | 5 – 0                                                                  | Turchia                                                                | Qual. Euro 1992                                                        | -                                                                      |                                                                        |
| 14-11-1990                                                             | Dublino                                                                | Irlanda                                                                | 1 – 1                                                                  | Inghilterra                                                            | Qual. Euro 1992                                                        | -1                                                                     |                                                                        |
| 6-2-1991                                                               | Wrexham                                                                | Galles                                                                 | 0 – 3                                                                  | Irlanda                                                                | Amichevole                                                             | -                                                                      |                                                                        |
| 27-3-1991                                                              | Londra                                                                 | Inghilterra                                                            | 1 – 1                                                                  | Irlanda                                                                | Qual. Euro 1992                                                        | -1                                                                     |                                                                        |
| 1-5-1991                                                               | Dublino                                                                | Irlanda                                                                | 0 – 0                                                                  | Polonia                                                                | Qual. Euro 1992                                                        | -                                                                      |                                                                        |
| 1-6-1991                                                               | Foxborough                                                             | Stati Uniti                                                            | 1 – 1                                                                  | Irlanda                                                                | Amichevole                                                             | -1                                                                     |                                                                        |
| 11-9-1991                                                              | Vecsés                                                                 | Ungheria                                                               | 1 – 2                                                                  | Irlanda                                                                | Amichevole                                                             | -1                                                                     |                                                                        |
| 16-10-1991                                                             | Poznań                                                                 | Polonia                                                                | 3 – 3                                                                  | Irlanda                                                                | Qual. Euro 1992                                                        | -3                                                                     |                                                                        |
| 13-11-1991                                                             | Istanbul                                                               | Turchia                                                                | 1 – 3                                                                  | Irlanda                                                                | Qual. Euro 1992                                                        | -1                                                                     |                                                                        |
| 19-2-1992                                                              | Dublino                                                                | Irlanda                                                                | 0 – 1                                                                  | Galles                                                                 | Amichevole                                                             | -1                                                                     |                                                                        |
| 25-3-1992                                                              | Dublino                                                                | Irlanda                                                                | 2 – 1                                                                  | Svizzera                                                               | Amichevole                                                             | -1                                                                     |                                                                        |
| 26-5-1992                                                              | Dublino                                                                | Irlanda                                                                | 2 – 0                                                                  | Albania                                                                | Qual. Mondiali 1994                                                    | -                                                                      |                                                                        |
| 4-6-1992                                                               | Foxborough                                                             | Italia                                                                 | 2 – 0                                                                  | Irlanda                                                                | U.S. Cup                                                               | -1                                                                     | 63’                                                                    |
| 9-9-1992                                                               | Dublino                                                                | Irlanda                                                                | 4 – 0                                                                  | Lettonia                                                               | Qual. Mondiali 1994                                                    | -                                                                      |                                                                        |
| 14-10-1992                                                             | Copenaghen                                                             | Danimarca                                                              | 0 – 0                                                                  | Irlanda                                                                | Qual. Mondiali 1994                                                    | -                                                                      |                                                                        |
| 18-11-1992                                                             | Siviglia                                                               | Spagna                                                                 | 0 – 0                                                                  | Irlanda                                                                | Qual. Mondiali 1994                                                    | -                                                                      |                                                                        |
| 17-2-1993                                                              | Dublino                                                                | Irlanda                                                                | 2 – 1                                                                  | Galles                                                                 | Amichevole                                                             | -1                                                                     | 46’                                                                    |
| 31-3-1993                                                              | Dublino                                                                | Irlanda                                                                | 3 – 0                                                                  | Irlanda del Nord                                                       | Qual. Mondiali 1994                                                    | -                                                                      |                                                                        |
| 28-4-1993                                                              | Dublino                                                                | Irlanda                                                                | 1 – 1                                                                  | Danimarca                                                              | Qual. Mondiali 1994                                                    | -1                                                                     |                                                                        |
| 26-5-1993                                                              | Tirana                                                                 | Albania                                                                | 1 – 2                                                                  | Irlanda                                                                | Qual. Mondiali 1994                                                    | -1                                                                     |                                                                        |
| 9-6-1993                                                               | Riga                                                                   | Lettonia                                                               | 0 – 2                                                                  | Irlanda                                                                | Qual. Mondiali 1994                                                    | -                                                                      |                                                                        |
| 16-6-1993                                                              | Vilnius                                                                | Lituania                                                               | 0 – 1                                                                  | Irlanda                                                                | Qual. Mondiali 1994                                                    | -                                                                      |                                                                        |
| 8-9-1993                                                               | Dublino                                                                | Irlanda                                                                | 2 – 0                                                                  | Lituania                                                               | Qual. Mondiali 1994                                                    | -                                                                      |                                                                        |
| 13-10-1993                                                             | Dublino                                                                | Irlanda                                                                | 1 – 3                                                                  | Spagna                                                                 | Qual. Mondiali 1994                                                    | -3                                                                     |                                                                        |
| 17-11-1993                                                             | Belfast                                                                | Irlanda del Nord                                                       | 1 – 1                                                                  | Irlanda                                                                | Qual. Mondiali 1994                                                    | -1                                                                     |                                                                        |
| 23-3-1994                                                              | Dublino                                                                | Irlanda                                                                | 0 – 0                                                                  | Russia                                                                 | Amichevole                                                             | -                                                                      | 46’                                                                    |
| 20-4-1994                                                              | Tilburg                                                                | Paesi Bassi                                                            | 0 – 1                                                                  | Irlanda                                                                | Amichevole                                                             | -                                                                      |                                                                        |
| 24-5-1994                                                              | Dublino                                                                | Irlanda                                                                | 1 – 0                                                                  | Bolivia                                                                | Amichevole                                                             | -                                                                      |                                                                        |
| 5-6-1994                                                               | Dublino                                                                | Irlanda                                                                | 1 – 3                                                                  | Rep. Ceca                                                              | Amichevole                                                             | -3                                                                     |                                                                        |
| 18-6-1994                                                              | East Rutherford                                                        | Italia                                                                 | 0 – 1                                                                  | Irlanda                                                                | Mondiali 1994 - 1º turno                                               | -                                                                      |                                                                        |
| 24-6-1994                                                              | Orlando                                                                | Messico                                                                | 2 – 1                                                                  | Irlanda                                                                | Mondiali 1994 - 1º turno                                               | -2                                                                     |                                                                        |
| 28-6-1994                                                              | East Rutherford                                                        | Norvegia                                                               | 0 – 0                                                                  | Irlanda                                                                | Mondiali 1994 - 1º turno                                               | -                                                                      |                                                                        |
| 4-7-1994                                                               | Orlando                                                                | Paesi Bassi                                                            | 2 – 0                                                                  | Irlanda                                                                | Mondiali 1994 - Ottavi di finale                                       | -2                                                                     |                                                                        |
| 12-10-1994                                                             | Dublino                                                                | Irlanda                                                                | 4 – 0                                                                  | Liechtenstein                                                          | Qual. Euro 1996                                                        | -                                                                      |                                                                        |
| 27-3-1996                                                              | Dublino                                                                | Irlanda                                                                | 0 – 2                                                                  | Russia                                                                 | Amichevole                                                             | -                                                                      | 85’                                                                    |
| 13-6-1996                                                              | East Rutherford                                                        | Irlanda                                                                | 2 – 2                                                                  | Messico                                                                | Amichevole                                                             | -2                                                                     | cap.                                                                   |
| 15-6-1996                                                              | East Rutherford                                                        | Bolivia                                                                | 0 – 3                                                                  | Irlanda                                                                | Amichevole                                                             | -                                                                      | 86’                                                                    |
| Totale                                                                 |                                                                        | Presenze                                                               | 81                                                                     |                                                                        | Reti                                                                   | -55                                                                    |                                                                        |

## Palmarès

### Club

#### Competizioni nazionali
- Campionato scozzese: 5

Celtic: 1978-1979, 1980-1981, 1981-1982, 1985-1986, 1987-1988
- Coppa di Scozia: 5

Celtic: 1979-1980, 1987-1988, 1988-1989, 1994-1995
Kilmarnock: 1996-1997
- Coppa di Lega scozzese: 1

Celtic: 1982-1983